# باول سميث (مغني)
باول سميث (بالإنجليزية: Paul Smith)‏ هو مغني بريطاني، ولد في 13 مارس 1979 في Billingham ‏ في المملكة المتحدة.

## وصلات خارجية
- الموقع الرسمي
- بول سميث على موقع ميوزك برينز (الإنجليزية)
- بول سميث على موقع ديسكوغز (الإنجليزية)